# Bala Sahib

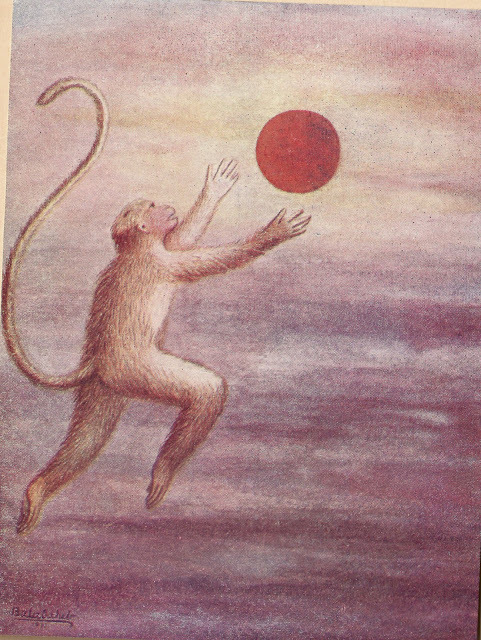
El mono dios Jánuman confunde el Sol con una fruta; ilustración del Ramaiana (1916) realizada por Bala Sahib.

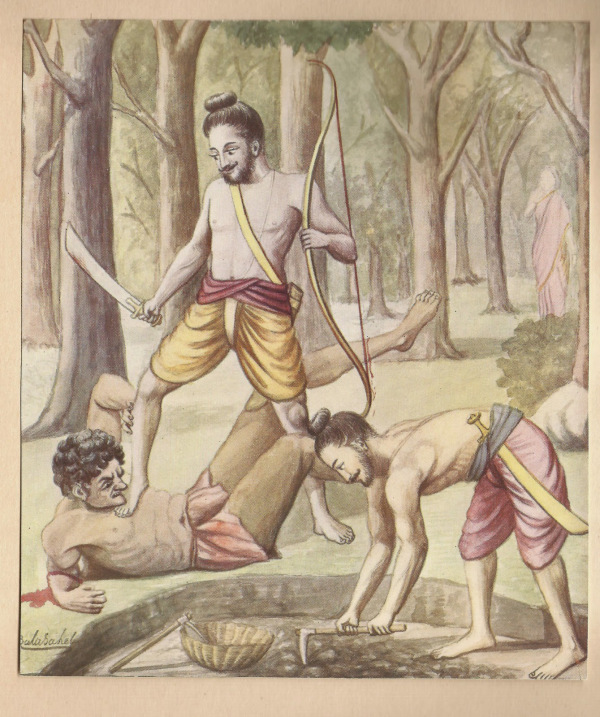
El rey Rama asesina a Viradha (1916), ilustración de Bala Sahib para el libro Chitra Ramaiana. Como Rama no lograba matar a su enemigo Viradha y lo creía inmortal, su hermano Laksman hizo un profundo pozo y lo enterraron vivo.

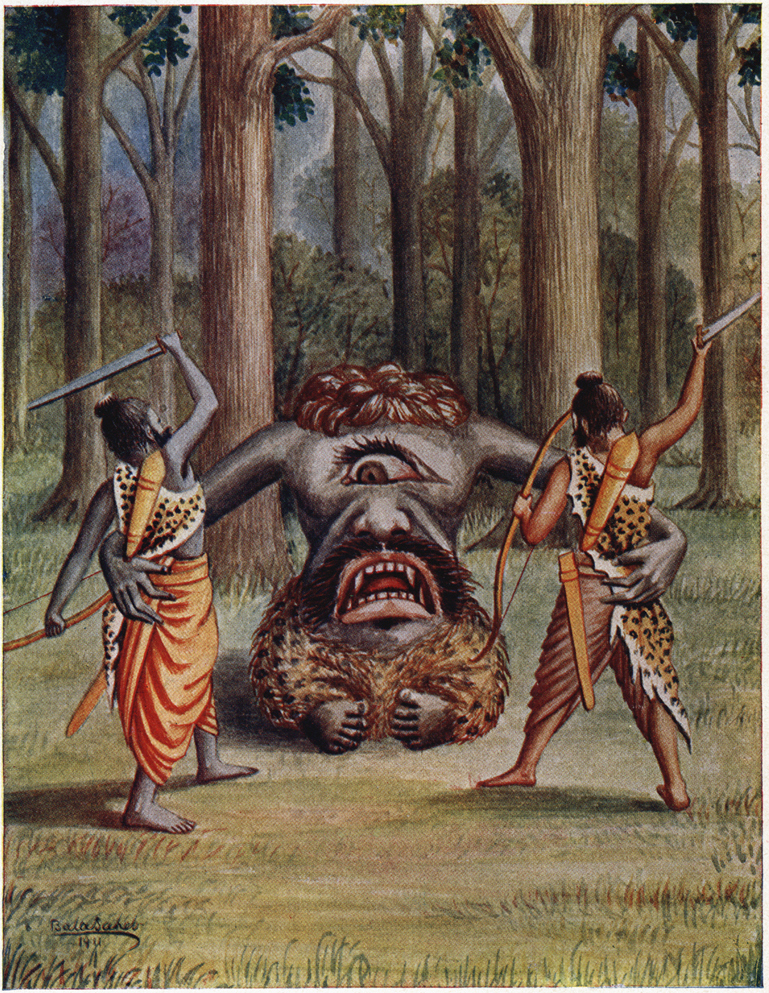
Rama y Laksman matan a Kabandha (1916), ilustración de Bala Sahib para el libro Chitra Ramaiana. En el bosque del exilio, el cíclope caníbal Kabandha (‘barril’ o ‘torso sin cabeza’) atrapó a los hermanos con sus largos brazos; ellos se los cortaron.

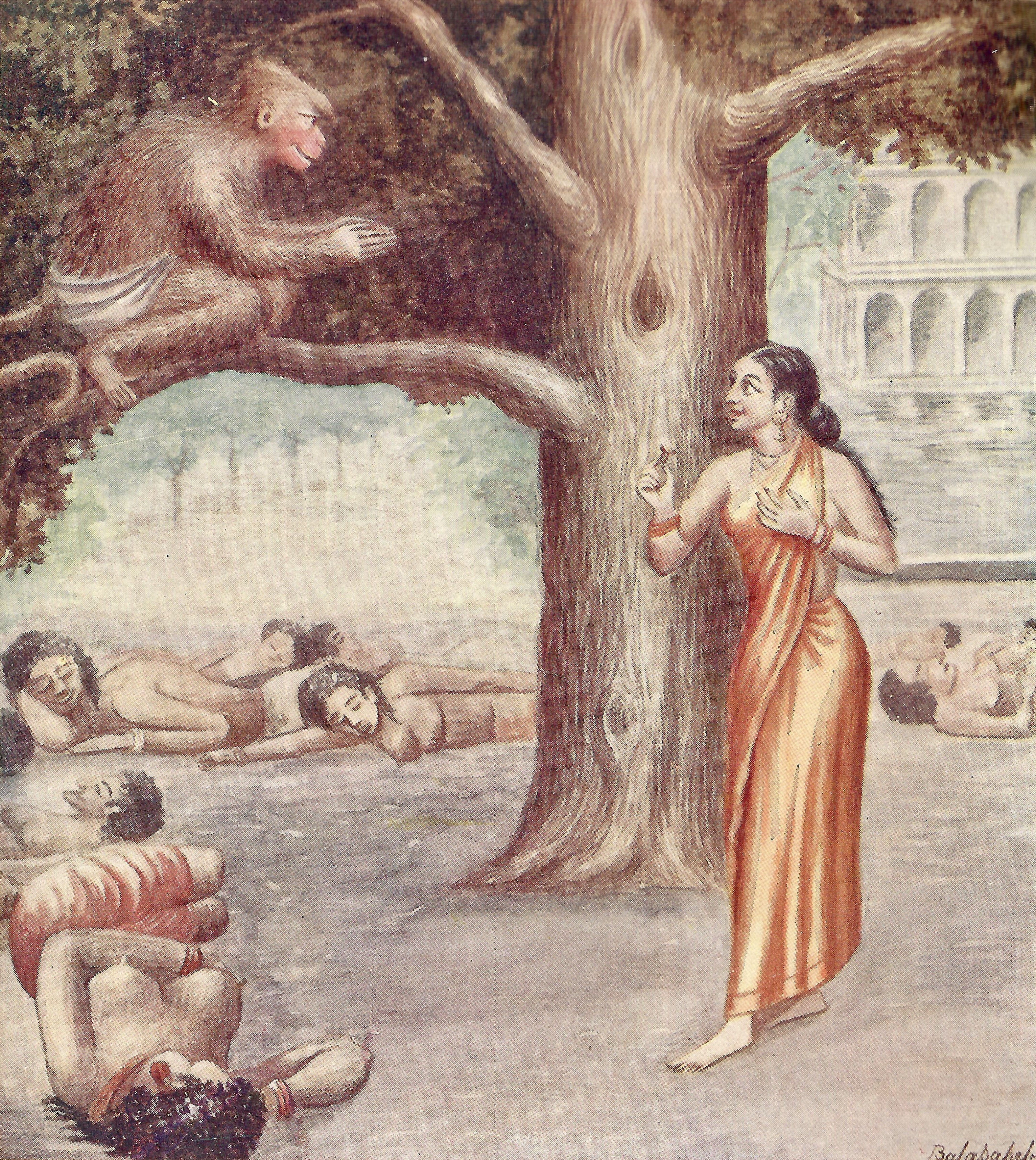
Jánuman encuentra a Sita en Lanka (1916), ilustración de Bala Sahib para el libro Chitra Ramaiana.

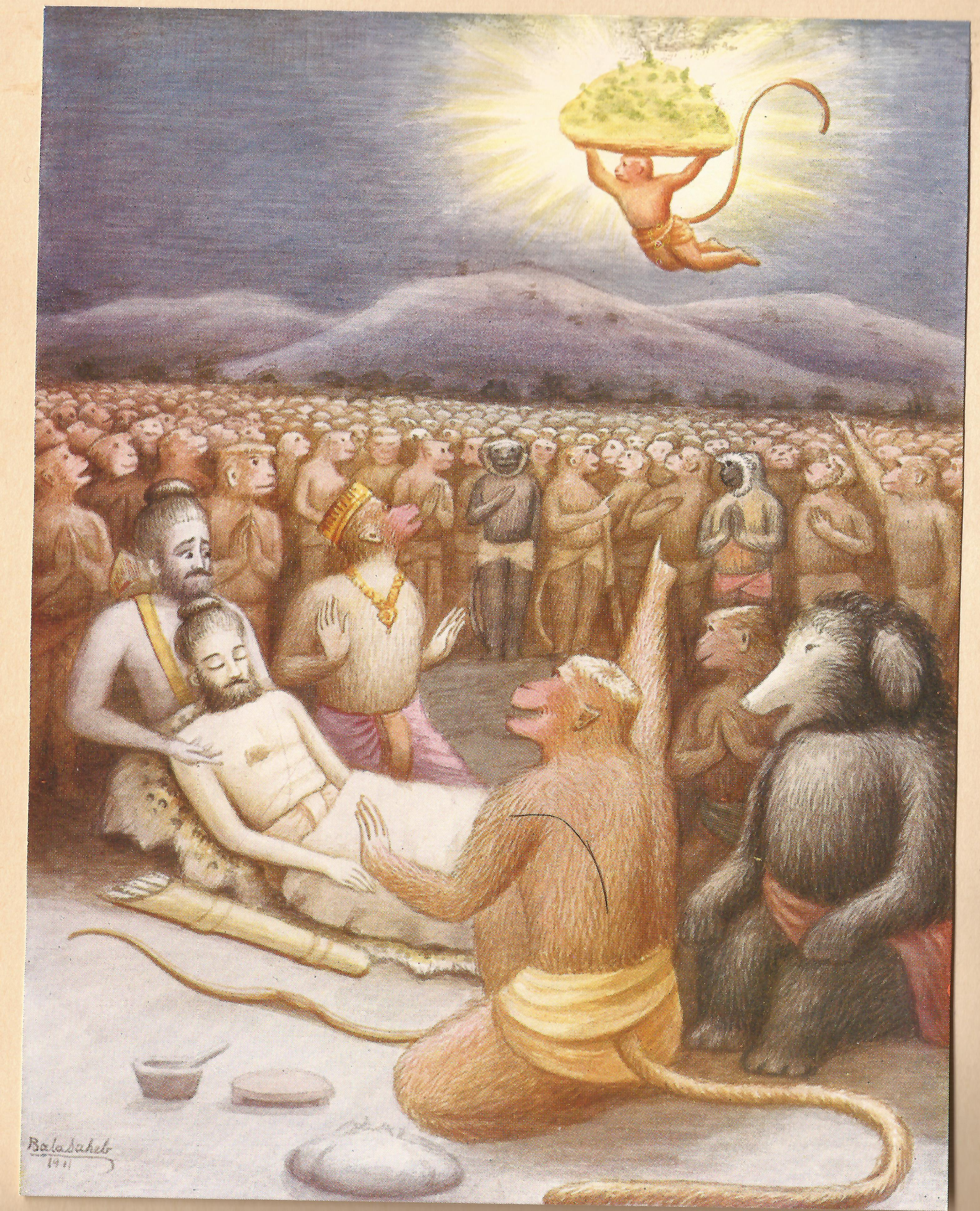
Jánuman trae la montaña entera (1916), ilustración de Bala Sahib para el libro Chitra Ramaiana. Durante la guerra de Lanka, el hermano de Rama, Laksman, cae envenenado por una flecha. Solo podía curarlo una hierba medicinal que se encontraba en una montaña de los Himalayas. Jánuman voló hasta allí, pero como no podía encontrarla, trajo toda la montaña.

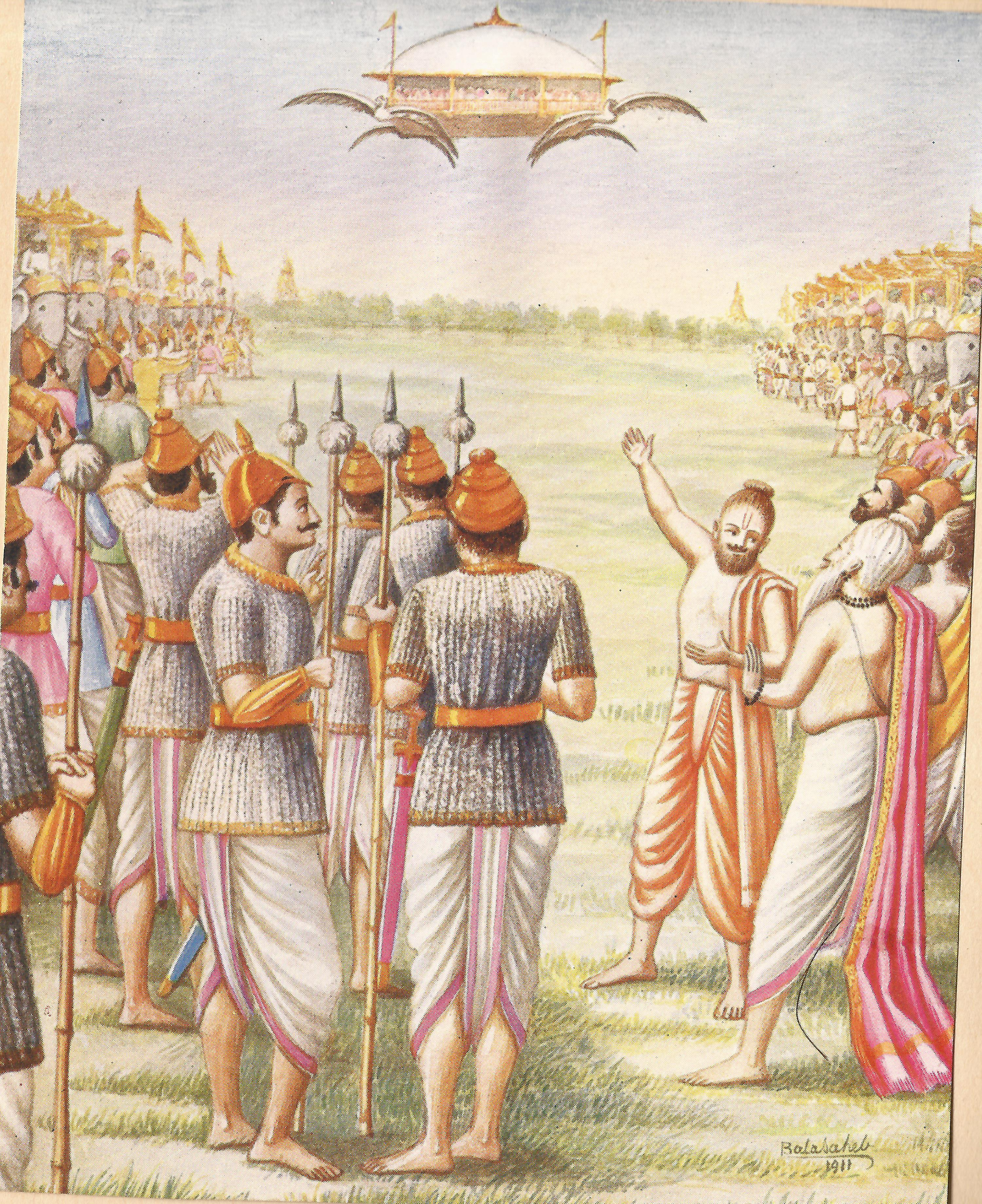
El avión de flores (1916), ilustración de Bala Sahib para el libro Chitra Ramaiana. El rey Rama regresa a su ciudad, Aiodia, montado en un vimana construido con flores.

Bhavan Rao Śrinivas Panta (Aundh, 24 de octubre de 1868 - ibídem, 13 de abril de 1951), alias Bala Sahib, fue un político, escritor, músico y pintor indio.
Entre 1909 y 1947 fue el virrey del minúsculo estado de Aundh.
Fue el autor (prácticamente desconocido) del suria-namaskar (el ‘saludo al sol’, un conocido encadenamiento de asanas de yoga).

## Biografía
Durante tres siglos (desde 1699), la familia Pant reinó sobre el pequeño estado de Aundh (de 1298 km²) ―situado en el distrito de Satara, en el actual estado indio de Majarastra―
Cada gobernante recibía el nombre genérico de Pratinidhi (‘sustituto, comisionado, virrey’).
Bala Sahib estudió en la escuela secundaria Satara.
En 1887, a los 19 años de edad, se casó con Rani Amba Bai Sahib.
En 1888 nació su primer hijo, Apa Sahib Pant.
Estudió abogacía en la universidad Deccan College, en Poona, donde obtuvo una licenciatura en Derecho.
Lector de Maquiavelo, Nietzsche y Hegel, tenía tendencias nacionalistas y antisemitas.
Entre 1896 y 1901 fue secretario en jefe de Aundh.
En 1906 se volvió a casar con una joven de 16 años de edad (1890-1915), de nombre desconocido.
En 1913, teniendo 45 años de edad, se casó con una joven de 15 años, Śrimati Subhagyavati Rani Rama Bai Sahib (alias Mai Sahib), de la familia Rode, nacida en 1898.
Bala Sahib vivió simultáneamente con estas tres esposas. Tuvo con ellas 7 hijos y 7 hijas:
1. Shrimant Trimbakrao Pant [Raje Sahib]
  1. Akka Sahib
  2. Meherban Shrimant Bhagwant Rao Trimbak [Bapu Sahib]
  3. Maina Bai
2. Parshuram Rao Pant [Appa Sahib]
  1. Aditi Raje
  2. Aniketrao Parashuram Rao Pant
  3. Avlokita Raje
3. Madhav Rao Pant [Bapu Sahib], n. 1916, se casó con Lilatai Sulakhe.
4. Krishna Rao Pant [Aaba Sahib], n. 1926.
5. Gangadhar Rao Pant [Tatya Sahib], n. 1928.
6. Dr. Sadashiv Rao Pant, n. 1932, se casó con la Dra. Pushpa Raje
7. Gopal Rao Pant [Bala Sahib], n. 1935
8. Ginu Bai
9. Vasanti Raje
10. Varsha Raje
11. Sundara Raje
12. Sharada Raje
13. Mangala Raje

### Intrigante de palacio
En 1905 falleció su hermano Dada Sahib (8.º pratinidhi de Aundh) y el 3 de noviembre ascendió el hijo de este, Nana Sahib.
Bala Sahib instigó en él la idea de que el anciano presidente del consejo de Estado (el británico Mr. Jacob Bapuji Israel, de origen judío) había sido amante de su madre, por lo que Nana Sahib conspiró para asesinar al británico. Las autoridades británicas lo depusieron temporalmente durante el juicio por asesinato, y en 1909 lo derrocaron oficialmente y lo encarcelaron.
El único hermano de Nana Sahib era Bhau Sahib (nacido en 1890), pero no podía heredar el trono porque su abuelo y su padre (Anna y Dada Sahib, 7.º y 8.º pratinidhi respectivamente), lo habían desheredado al nacer, debido a que dudaron de su legitimidad ―aparentemente inducidos por el joven Bala Sahib (a la sazón de 21 años), quien les hizo notar algunas características físicas no arias del recién nacido―.
Entonces las autoridades británicas lo nombraron al tío del derrocado Dada Sahib: Bala Sahib.
El 4 de noviembre de 1909 ascendió al trono y hasta el 15 de agosto de 1947 fue el décimo y último pratinidhi (‘virrey’) de Aundh.

### Autor del Suria Namaskar
En 1926, Bala Sahib publicó un libro en idioma maratí, el Sūryanamaskār (‘reverencias al dios del Sol’), basándose en los ejercicios viaia de los practicantes indios de artes marciales.
En 1938, la periodista británica Louise Morgan vivió en el palacio de Bala Sahib en Aundh y aprendió el ejercicio suria-namaskar. Tradujo en texto al idioma inglés, le escribió un prefacio, y a su regreso a Londres lo hizo publicar con el dinero provisto por Bala Sahib. Fue publicado en 1938 por la empresa J. M. Dent & Sons (de Londres) con el título The Ten-Point Way to Health (by The Rajah of Aundh).
Su nombre quedó registrado como «Shrimant Bala Sahib Pandit Pratinidhi, BA [Bachelor of Arts: licenciado], The Rajah [rash: rey] of Aundh».
Después del final de la Segunda Guerra Mundial, la secuencia de ejercicios Suria-namaskar se difundió a Estados Unidos y luego al resto de Occidente.
Incluso llegó a creerse que se trataba de una práctica yóguica antigua, proveniente de algún tipo de linaje espiritual.
En el día de hoy, la rutina Suria-namaskar de Bala Sahib sigue siendo el ejercicio cardiovascular preferido por los antiguos luchadores de la India, como un método seguro para mantener su físico y su peso.

### Pintor
La pintura era la afición principal de Rajasaheb.
Desde que era niño dibujaba y pintaba.
Cuando tenía siete años de edad, y estaba acampando en Pune, le escribió una carta a su padre pidiéndole que le trajera una pintura.
Esta carta se conserva en el museo.
Con los años creó un complejo de museo y galería de arte, y escuela de pintura, que llenó su casa de una enorme colección de esculturas, pinturas, viejos manuscritos, íconos, cuadros decorativos, libros raros y otras curiosidades que Rajasaheb recogió durante años.
Más tarde (en 1916) él mismo pintó muchas escenas del Majabhárata y el Ramaiana, que estuvieron en exhibición en el museo.
Como pintor, Bala Sahib realizó 70 ilustraciones para el libro Chitra Ramayana (‘el Ramaiana ilustrado’) una versión simplificada en idioma canarés ―traducida por Ramachandra Madhwa Mahishi― del gran texto épicorreligioso Ramaiana.
Fue impreso en 1916 por B. Miller, de la editorial British India Press, en Mazgaon (Bombay).
Bala Sahib ―que firmó con el nombre Bhavan Rao Shrinivas Rao también pagó por la publicación de este libro.

### Museo Bala Sahib
Hizo construir un museo con artefactos extraños.
Personalmente Balasaheb recolectó muchas de las piezas ―incluida una escultura de Gertrud Hems y otra de Henry Moore―.
Le compró al Museo Británico un antiguo ídolo del 700 a. C.
Había objetos de todos los estados de la India, y de muchos países asiáticos.

### Reinado
Durante su reinado, Bala Sahib hizo obligatoria la práctica del suria-namaskar en las escuelas de su región.
En los siguientes diez años se involucró en un inusual experimento constitucional, por el cual su padre Bala Sahib ―auxiliado por Mahatma Gandhi y Maurice Frydman― le traspasó gradualmente su poder monárquico al pueblo de Aundh como una prueba temprana de autogobierno ―al nivel de una pequeña ciudad― en la India británica.
En 1948, Bala Sahib abandonó el poder, y Aundh se unió a la recién creada República de la India).
Continuó en el gobierno (ya no monárquico) su nieto Bapu Sahib (n. 1919).

### Fallecimiento
Bala Sahib falleció tres años después en su ciudad, Aundh, el 13 de abril de 1951, a los 82 años.